# Geosat Follow-On
Geosat Follow-On (GFO) – amerykański wojskowy satelita geodezyjny; następca satelity Geosat.
Satelita przesyłał w trybie rzeczywistym dane o topografii wód oceanicznych do 65 użytkowników (okrętów i stacji naziemnych) Marynarki Wojennej Stanów Zjednoczonych. Obróbką danych zajmowało się Naval Oceanographic Office, wspomagane przez cywilną agencję NOAA, odpowiedzialną jednocześnie za dystrybucję danych w społeczności naukowej. W przeciwieństwie do danych z misji Geosat, dane z GFO były od początku jawne i ogólnodostępne. NASA zajmowała się dokładnym wyznaczaniem orbity statku i monitorowaniem pracy przyrządów.

## Przebieg misji

### Faza projektowa
Kontrakt na satelitę GFO, o wartości 46 mln USD, został przyznany firmie Ball Aerospace 1 września 1992. Umowa obejmująca wystrzelenie, oprogramowanie naziemne i 60 dni pracy statku, zawierała opcję (69 mln USD) na dwa kolejne satelity i bonusy za długie i poprawne działanie statku (oczekiwany czas działania statku wynosił 8 lat).
Podwykonawcami satelity byli:
- Raytheon E-Systems Corporation – integracja ładunku i konstrukcja wysokościomierza
- AIL Systems Inc. – konstrukcja wysokościomierza
- Rockwell International – odbiorniki GPS
- Lockheed Missile & Space Company – rakieta nośna

Statek został wyniesiony w przestrzeń kosmiczną 6 lat później.

### Misja zasadnicza
Misja borykała się poważnymi kłopotami technicznymi. Przez pierwsze dwa lata dochodziło do nieplanowanych restartów pokładowego komputera. Powodzeniu misji zagroziła zaś awaria odbiorników GPS (mimo czterokrotnej redundancji). Bez odbiorników nie można było ustalać dokładnej pozycji satelity i czasów jego przelotów – danych niezbędnych do obróbki nadsyłanych danych. Misja mogła być kontynuowana dzięki umieszczeniu na statku prototypowego lustra do śledzenia laserowego. Dzięki niemu, w czerwcu 1999 opracowano metodę naziemnego wyznaczania czasów przejścia satelity. W listopadzie tego samego roku rozwiązano problem resetującego się komputera. 29 listopada 2000 Marynarka Wojenna uznała statek za sprawny. Satelita podążał po orbicie satelity Geosat, z powodu czego ten etap jego misji nazwano Exact Repeat Mission, podobnie jak etap misji satelity Geosat powtarzającego pomiary satelity SeaSat.

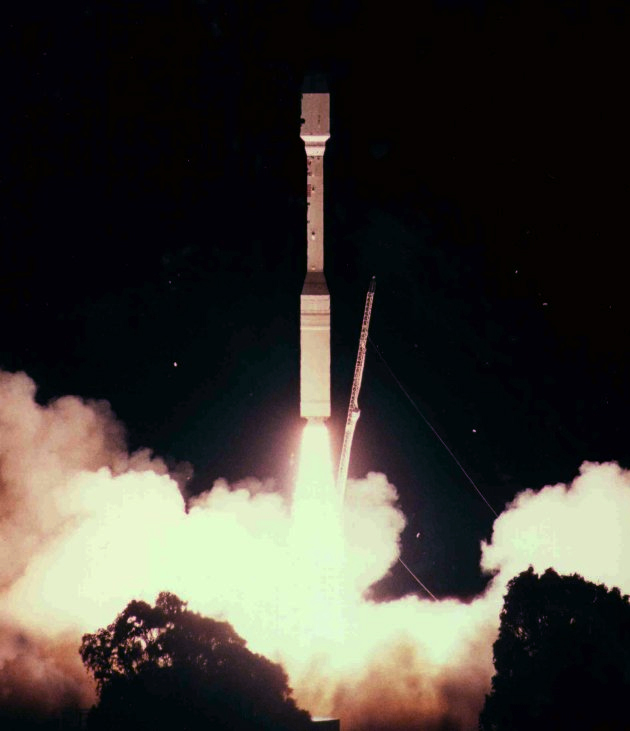
Start rakiety Taurus z satelitą GFO

W 2006 roku satelita osiągnął okres nominalnego czasu pracy. Pracował jeszcze przez 2 lata, do deorbitacji w grudniu 2008 roku. Przez ten czas borykał się z przegrzewaniem 2 z 3 kół zamachowych, służących do kontrolowania pozycji statku; starzejącymi się akumulatorami – z tego powodu wyłączono nadajnik do bezpośredniego odbioru danych i skrócono czas pracy wysokościomierza podczas każdego okrążenia Ziemi. Znacznie ograniczono też czas pracy radiometru pary wodnej.

### Zakończenie misji
Ostatnie dane z satelity odebrano 17 września 2008. Marynarka Wojenna oficjalnie zakończyła misję GFO 22 października 2008. Zakończenie misji zostało wymuszone wzrastającą ekspozycją słoneczną powodującą nagrzewanie się statku do poziomu uniemożliwiającą normalną pracę.

## Budowa i działanie
Konstrukcja statku była oparta na platformie BCP 600 firmy Ball Aerospace. Szkielet wykonano z przewodzących kompozytów grafitowych. Stabilizowany trójosiowo.
Energii elektrycznej dostarczał pojedynczy panel ogniw słonecznych, ruchomy w jednej osi, o powierzchni 2,4m2, wytwarzający średnio 319 W energii. Ładował on akumulatory niklowo-wodorkowe o pojemności 20 Ah.
Pozycja statku na orbicie zmieniana była pomocą odrzutowych silniczków na hydrazynę i kół reakcyjnych (zamachowych). Pozycja satelity względem Ziemi ustalana była za pomocą detektorów horyzontu i Słońca.
Pozycja satelity na orbicie była określana, z dokładnością radialną 10 cm, dzięki poczwórnemu odbiornikowi GPS. Rolę pomocniczą spełniał tutaj dopplerowski nadajnik radiowy i lustro do namierzania laserowego. To ostatnie kazało się krytyczne dla kontynuacji misji satelity po awarii wszystkich odbiorników GPS. Namierzanie laserowe było dokonywane przez międzynarodową sieć laserów, ILRS, do której należy także Obserwatorium Astronomiczne Szerokościowe w Borówcu.
Zasadniczym ładunkiem satelity GFO był wysokościomierz radarowy, pracujący na częstotliwości 13,5 GHz (długość fali 3,5 cm). Instrumentem dodatkowym był dwukanałowy (22 GHz i 37 GHz) pasywny radiometr pary wodnej.  Całkowita masa ładunku wynosiła 47 kg; zużywał on 121 W energii elektrycznej. Sam wysokościomierz ważył 24,7 kg i zużywał 75,5 W energii elektrycznej.
Podobnie jak satelita Geosat, statek przesyłał wszystkie dane w sposób szyfrowany, zgodny z wojskowymi odbiornikami AN/SMQ-11. Gdy tylko było to możliwe, dane były przesyłane w czasie rzeczywistym (pasmo S, 16 kbps). W przeciwnym wypadku, gromadzone w pamięci o pojemności 384 Mbitów i wysyłane w dogodnym momencie (512 kbps) do stacji naziemnych.